# Innere Kolonisation
Mit dem Begriff Innere Kolonisation wurde zeitgenössisch die Parzellierung und Aufsiedlung von Gütern in der zweiten Hälfte des 19. und der ersten Hälfte des 20. Jahrhunderts, insbesondere in den östlichen Provinzen Preußens, bezeichnet.

## Ursache
Sie war eine direkte politische Reaktion auf die seit der Mitte des 19. Jahrhunderts in diesen Gebieten zu beobachtende Landflucht, d. h. auf das massenhafte Abwandern aus dem ländlichen Raum. Die Befürworter der Siedlungsbewegung gaben der ihrer Meinung nach ungesunden Verteilung des Grundbesitzes, bei der sich ein Großteil – meist mehr als die Hälfte – des Grund und Bodens im Besitz von Großgrundbesitzern befand, die Schuld. Sie propagierten deshalb eine Verringerung des Anteils des Großgrundbesitzes und die gezielte Schaffung von bäuerlichen Familienbetrieben.

## Folgen

### Im Kaiserreich
Eine erweiterte Zielsetzung erfuhr die Siedlungsbewegung im letzten Viertel des 19. Jahrhunderts durch die Einwanderung von polnischen Bauern in die vormaligs polnischen Gebiete, die mit den Teilungen Polens von Preußen annektiert und als Provinzen Posen und Westpreußen verwaltet wurden. Man befürchtete eine „Polonisierung“ der Gebiete und erklärte die Siedlung zu einer Art Volkstumskampf. Dementsprechend wurde die erste mit der Siedlung beauftragte Behörde auch für diese Gebiete geschaffen. Die 1886 ins Leben gerufene „Königliche Ansiedlungskommission für Westpreußen und Posen“ entstand infolge des im selben Jahr erlassenen Gesetzes betreffend die Beförderung deutscher Ansiedlungen in den Provinzen Westpreußen und Posen. Ihm folgte 1890 das Gesetz über die Bildung von Rentengütern, mit dem die Innere Kolonisation im eigentlichen Sinne begann. Da die staatliche Kommission für Westpreußen und Posen zu ineffektiv arbeitete, übertrug man deren Aufgaben in den anderen Provinzen Provinzialsiedlungsgesellschaften, die zwar vom Staat finanziert und kontrolliert wurden, sonst aber privatwirtschaftlich arbeiteten. Hierzu gehören die 1903 gebildete „Pommersche Ansiedlungsgesellschaft“ und die zwei Jahre später gebildete „Ostpreußische Landgesellschaft“. Die Überwachung seitens des Staates übernahmen die Generalkommissionen, die zu Beginn des 19. Jahrhunderts zur Durchführung der Regulierung der gutsherrlich-bäuerlichen Verhältnisse gebildet worden waren. Trotzdem blieb der Erfolg bis zum Ende des Ersten Weltkriegs vergleichsweise gering. Auf der Insel Rügen wurden zum Beispiel in dieser Zeit nur vier Gemarkungen mit etwas mehr als 1.000 Hektar aufgesiedelt. Hauptursache war, dass man bei der Überlassung von Siedlungsland auf die Freiwilligkeit der Großgrundbesitzer angewiesen war.

### In der Weimarer Republik
Am 11. August 1919 erließ die SPD-Regierung unter Friedrich Ebert das Reichssiedlungsgesetz. Dadurch sollte die Bereitstellung von Land, notfalls auch zwangsweise, in größerem Maße als bisher abgesichert werden. In den Provinzen bildete man Landlieferungsgesellschaften, die mindestens ein Drittel der Fläche von Gütern mit mehr als 100 Hektar zur Siedlung zur Verfügung zu stellen hatten. Tatsächlich kam die Aufsiedlung jedoch erst rund zehn Jahre später in größerem Umfang in Gang. Begünstigt wurde sie durch die Agrarkrise ab 1929, der zahlreiche Güter zum Opfer fielen, die nun zwangsversteigert oder von ihren Besitzern verkauft wurden.

### Im Dritten Reich
Den Höhepunkt erreichte die Innere Kolonisation in den ersten Jahren der nationalsozialistischen Herrschaft. Sie wurde jetzt in die Blut-und-Boden-Ideologie des NS-Regimes eingefügt. Fortan sprach man auch nicht mehr von Siedlung, sondern von der „Neubildung deutschen Bauerntums“ (Gesetz vom 14. Juli 1933). Die Siedler hießen jetzt Neubauern – ein Begriff übrigens, der in der Sowjetischen Besatzungszone bei der Durchführung der Bodenreform im Herbst 1945 wiederum verwendet wurde.